# Girão
Um girão é uma honraria heráldica triangular tendo um ângulo no ponto central e o lado oposto na borda do escudo.  Um campo dividido em girões é chamado gironado, o padrão é tipicamente de oito se nenhum número de girões é especificado.  A palavra girão é derivada do francês antigo giron, significando 'gusset'. Outro termo para um girão simples é escudeiro.
Um girão raramente aparece sozinho, mas como uma variação do campo, brasões girones aparecem frequentemente.  Estes mais frequentes aparecem grosseiramente como oito partes iguais, mas ocasionalmente um brasão girone de seis, dez, doze ou mais partes iguais deve ser especificado.